# Regen (huyện)
Regen là một huyện ở bang Bayern, Đức. Huyện này giáp các huyện (từ phía nam theo chiều kim đồng hồ): Freyung-Grafenau, Deggendorf, Straubing-Bogen và Cham, và giáp Cộng hòa Séc (Plzeň Region).
Huyện đã được lập năm 1972 thông qua việc sáp nhập các huyện cũ Regen và Viechtach.

## Thị xã và đô thị
| Thị xã                           | Đô thị | |
| -------------------------------- | --- | --- |
| 1. Regen 2. Viechtach 3. Zwiesel | 1. Achslach 2. Arnbruck 3. Bayerisch Eisenstein 4. Bischofsmais 5. Böbrach 6. Bodenmais 7. Drachselsried 8. Frauenau 9. Geiersthal 10. Gotteszell | 1. Kirchberg im Wald 2. Kirchdorf im Wald 3. Kollnburg 4. Langdorf 5. Lindberg 6. Patersdorf 7. Prackenbach 8. Rinchnach 9. Ruhmannsfelden 10. Teisnach 11. Zachenberg |